# María Rosa Cazamor
María Rosa Cazamor de Lugo fue una política dominicana que ejerció como vicepresidenta de la República Dominicana desde octubre de 1942 hasta agosto de 1950, durante la dictadura de Rafael Leónidas Trujillo.